# 日本著作者団体連合
日本著作者団体連合（にほんちょさくしゃだんたいれんごう /  Federation of Authors' Association of Japan）。
協同組合 日本脚本家連盟、協同組合 日本シナリオ作家協会、一般社団法人 日本写真著作権協会、一般社団法人 日本美術著作権連合、公益社団法人 日本文藝家協会、公益社団法人 日本漫画家協会、一般社団法人 マンガジャパンで構成される著作権関連団体の連合体。略称＝「著団連」。
千代田区一番町（日本写真著作権協会内）に事務局を置く。理事長は、写真家の棚井文雄。
学会で構成される学術著作権協会（学著協）、新聞社・通信社が参加する新聞著作権協議会（新著協）とともに、公益社団法人 日本複製権センターの構成団体のひとつとなっている。
1998年9月18日　第1回会合開催（日本脚本家連盟、全日本写真著作者同盟、日本美術著作権連合、日本文藝著作権保護同盟）
2023年8月29日　著作者団体連合から日本著作者団体連合に改称
歴代理事長　
1999-2000年　大林 清
2000-2002年　青山 光二
2002-2003年　加納 一郎
2003-2004年   青山 光二
2004-2010年   坂上 弘
2010-2016年　篠 弘
2016-2020年   出久根 達郎
2020-2023年   林 真理子

## 構成団体
- 著作者団体連合
  - 協同組合 日本脚本家連盟
  - 協同組合 日本シナリオ作家協会
  - 一般社団法人 日本写真著作権協会
    - 公益社団法人 日本写真家協会
    - 公益社団法人 日本広告写真家協会
    - 一般社団法人 日本写真文化協会
    - 日本肖像写真家協会
    - 一般社団法人 日本写真作家協会
    - 全日本写真連盟
    - 一般社団法人 日本スポーツプレス協会
    - 一般社団法人 日本自然科学写真協会
    - 日本風景写真協会
    - 公益社団法人 日本写真協会
    - 一般社団法人 日本スポーツ写真協会

  - 一般社団法人 日本美術著作権連合
    - 一般社団法人 日本美術家連盟
    - 公益社団法人 日本グラフィックデザイン協会
    - 一般社団法人 日本児童出版美術家連盟
    - 一般社団法人 日本図書設計家協会
    - 一般社団法人 日本理科美術協会
    - 一般社団法人 日本出版美術家連盟
    - 一般社団法人 東京イラストレーター・ズソサエティ

  - 社団法人 日本文藝家協会
  - 公益社団法人 日本漫画家協会
  - 一般社団法人 マンガジャパン